# Joel Surnow
Joel Surnow (né le 18 décembre 1955 dans le Michigan) est un scénariste, producteur et réalisateur de séries télévisées. Il a notamment créé La Femme Nikita en 1997 et 24 heures chrono avec Robert Cochran en 2001.

## Filmographie

### Comme scénariste
- 1984 : Deux flics à Miami (Miami Vice) - Saison 1, épisodes 4, 5, 6 et 9
- 1996 : Un flic dans la mafia
- 1992 : Les Nouveaux mousquetaires (Ring of the Musketeers)
- 2001-2014 : 24 heures chrono (cocréateur)

### Comme producteur
- 1992 : Covington Cross
- 1992 : Les Nouveaux mousquetaires (Ring of the Musketeers)
- 2001-2009 : 24 heures chrono
- 2011 : Les Kennedy (The Kennedys)

### Comme réalisateur
- 2014 : Small Time